# 대구지방법원 서부지원
대구지방법원 서부지원(大邱地方法院西部支院)은 대구지방검찰청 서부지청에 대응하여, 대구광역시 서구, 달서구, 달성군과 경상북도 성주군, 칠곡군 일대에 국가사법업무를 담당하기 위해 설립된 대한민국의 대법원, 대구고등법원, 대구지방법원 소속기관이다. 2007년 3월 2일에 개원했으며, 달서등기소를 통합하였다. 대구광역시 달서구 장산남로 30에 위치하고 있다.

## 관할 구역
- 재판관할구역: 서구, 달서구, 달성군, 성주군, 고령군
- 등기관할구역: 서구, 달서구, 달성군
- 즉결관할구역: 대구서부경찰서, 대구달서경찰서, 대구달성경찰서, 대구성서경찰서

## 역대 지원장
- 대구가정법원 포항지원장과 겸직한다.

| 순번 | 이름   | 취임 일자                         |
| ---- | ------ | --------------------------------- |
| 1대  | 김세진 | 2007년 3월 1일 ~ 2009년 3월 1일   |
| 2대  | 이찬우 | 2009년 3월 2일 ~ 2011년 2월 27일  |
| 3대  | 김성수 | 2011년 2월 28일 ~ 2013년 2월 24일 |
| 4대  | 김정도 | 2013년 2월 25일 ~ 2015년 2월 22일 |
| 5대  | 김성엽 | 2015년 2월 23일 ~ 2017년 2월 19일 |
| 6대  | 권순탁 | 2017년 2월 20일 ~ 현재            |

## 조직

### 재판부
- 제1민사부
- 제2민사부
- 제11민사부
- 제1소액단독
- 제2소액단독
- 제11민사단독
- 제12민사단독
- 제13민사단독
- 제14민사단독
- 제15민사단독
- 제16민사단독
- 제31신청단독
- 제32신청단독
- 제1조정단독
- 제2조정단독
- 제1형사부
- 제2형사부
- 제1형사단독
- 제3형사단독
- 제5형사단독
- 제6형사단독, 영장
- 제7형사단독, 영장

### 사무과
- 사무국장

### 총무과
- 총무과장
- 인사, 서무, 지출
- 용도계
- 운전원실
- 도서실

### 민사과
- 민사과장
- 서무, 보존
- 민사1부
- 민사2부,조정전담
- 소액1단독
- 소액2단독
- 민사11단독
- 민사12단독
- 민사13단독
- 민사14단독
- 민사15단독
- 민사16단독

### 민사신청과
- 민사신청과장
- 서무, 보존
- 신청31단독
- 신청32단독
- 경매1계
- 경매2계
- 경매3계
- 경매4계
- 경매5계
- 기타집행1계
- 기타집행2계

### 형사과
- 형사과장
- 접수, 서무, 즉결
- 약식계
- 형사 1,2부,적부심
- 형사1단독
- 형사3단독
- 형사5단독
- 형사6,7단독.영장

### 등기과
- 등기과장
- 접수, 서무
- 필증, 보존
- 부동산등본발급, 인감증명발급
- 민원상담
- 조사1계
- 조사2계
- 조사3계
- 조사4계
- 조사5계
- 조사6계

## 같이 보기
- 대법원
- 대구지방법원